# Louis de Vigne
Pour les articles homonymes, voir De Vigne.
Louis de Vigne, est le 56e évêque d'Uzès, épiscopat de 1601 à 1620. Il est religieux de l'Ordre du Carmel.

## Chronologie
| 1603. | Il fonde le couvent des minimes de Pont-Saint-Esprit. |
| 1604. | Il rend une ordonnance le 14 février en vertu de laquelle le produit de la dîme du prieuré de Remoulins doit être affecté au traitement de Jean Romajon, curé de Remoulins. |
| 1620. | Il abandonne le siège épiscopal et se retire dans le couvent des Carmes d'Avignon.                                                                                          |
| 1620. | Il meurt et y est inhumé. |

Les armes de Louis de Vigne sont d'argent à une vache au naturel, clarinée d'argent et paissant sur une prairie de sinople.